# IBM Quantum Platform
IBM Quantum Experience (раніше відомий як IBM Q Experience) — це онлайн-платформа, яка надає широкому загалу доступ до набору прототипів квантових процесорів IBM через хмару, Інтернет-форум для обговорення відповідних тем щодо квантових обчислень, набір навчальних посібників з програмування пристроїв IBM Q та інших навчальних матеріалів про квантові обчислення. Це приклад хмарних квантових обчислень. Станом на травень 2018 року на IBM Quantum Experience є три процесора: два 5-кубітових процесора та 16-кубітовий процесор. Цей сервіс можна використовувати для запуску алгоритмів та експериментів, а також для вивчення навчальних посібників та моделювання того, що може бути можливим за допомогою квантових обчислень. На цьому сайті також можна легко знайти список наукових робіт, опублікованих за допомогою використання IBM Quantum Experience у якості експериментальної платформи.
Квантові процесори IBM складаються з надпровідникових трансмонних кубітів, розташованих в рефрижераторі розчинення в штаб-квартирі IBM Research в Дослідницькому центрі Томаса Дж. Вотсона.
Користувачі взаємодіють з квантовим процесором за допомогою моделі квантової схеми, застосовуючи квантові вентилі на кубітах за допомогою GUI, що називається квантовим композитором, пишучи код мовою квантового ассемблера або через Qiskit.

## Історія
У травні 2016 року IBM запустила IBM Quantum Experience, з п'ятикубітовим квантовим процесором та відповідним симулятором, з'єднаним у формі зірки, з яким користувачі могли взаємодіяти лише за допомогою квантового композитора, з обмеженим набором двокубітових операцій, та посібником користувача, який передбачав досвід у лінійній алгебрі.
У липні 2016 року IBM запустила форум спільноти IBM Quantum Experience.
У січні 2017 року IBM внесла ряд доповнень до IBM Quantum Experience, включаючи збільшення набору взаємодій з двома кубітами, доступними на п'ятикубітному квантовому процесорі, розширення симулятора до спеціальних топологій до двадцяти кубітів та надання можливості користувачам взаємодіяти з пристроєм та симулятором за допомогою коду квантової асемблерної мови.
У березні 2017 року IBM випустила Qiskit щоб дозволити користувачам легше писати код та запускати експерименти на квантовому процесорі та симуляторі, а також ввела посібник користувача для початківців.
У травні 2017 року IBM надала додатковий 16-кубітовий процесор, доступний на IBM Quantum Experience.
У січні 2018 року IBM запустила програму квантових премій, яку проводить в рамках IBM Quantum Experience.

## Квантовий композитор

Знімок екрана, що показує результат запуску експерименту за допомогою IBM Quantum Composer

Quantum Composer — це графічний інтерфейс користувача (GUI), розроблений IBM, щоб дозволити користувачам створювати різні квантові алгоритми або проводити інші квантові експерименти. Користувачі можуть бачити результати своїх квантових алгоритмів, запускаючи їх на реальному квантовому процесорі та використовуючи «одиниці виміру», або використовуючи симулятор. Алгоритми, розроблені в Quantum Composer, називаються «квантовою партитурою», тому що Quantum Composer нагадує нотний аркуш.
IBM Quantum Experience містить бібліотеку, яка навчає користувачів користуватися Quantum Composer. Бібліотека складається з двох посібників: Посібник для початківців, Повний посібник користувача. У репозиторії github для Qiskit є додаткові навчальні посібники з використання машин IBM Quantum Experience, доступні з [qiskit.org].
Композитор також може використовуватися в режимі скриптів, де користувач може писати програми мовою QASM.

### Приклад скрипта
Нижче наведено приклад на мові QASM дуже маленької програми, побудованої для 5-кубітного комп'ютера IBM. Програма доручає комп'ютеру генерувати стан{\displaystyle |\Psi \rangle ={\frac {1}{\sqrt {2}}}\left(|000\rangle +|111\rangle \right)}, 3-кубітний стан Грінбергера — Горна — Цайлінгера, який можна розглядати як варіант стану Белла, але з трьома кубітами замість двох. Потім він вимірює стан, змушуючи його колапсувати до одного з двох можливих результатів,{\displaystyle |000\rangle } або {\displaystyle |111\rangle }.
```
include
 
"qelib1.inc"

qreg
 
q
[
5
];
                
// allocate 5 qubits (set automatically to |00000>)

creg
 
c
[
5
];
                
// allocate 5 classical bits

h
 
q
[
0
];
                   
// Hadamard-transform qubit 0

cx
 
q
[
0
],
 
q
[
1
];
            
// conditional pauli X-transform (ie. "CNOT") of qubits 0 and 1

                          
// At this point we have a 2-qubit Bell state (|00> + |11>)/sqrt(2)

cx
 
q
[
1
],
 
q
[
2
];
            
// this expands entanglement to the 3rd qubit

measure
 
q
[
0
]
 
->
 
c
[
0
];
     
// this measurement collapses the entire 3-qubit state

measure
 
q
[
1
]
 
->
 
c
[
1
];
     
// therefore qubit 1 and 2 read the same value as qubit 0

measure
 
q
[
2
]
 
->
 
c
[
2
];

```

Кожна інструкція на мові QASM — це застосування квантового вентиля, ініціалізації регістрів мікросхем у нуль або вимірювання цих регістрів.

### Посібник для початківців
Посібник для початківців знайомить користувачів з термінологією та концептуальними знаннями квантової механіки, необхідними для складання квантових оцінок. Посібник для початківців знайомить читачів з елементарними поняттями квантових обчислень: поведінкою кубітів, квантовим заплутуванням та квантовими вентилями.

### Повний посібник користувача
Повний посібник користувача є більш глибоким та аналітичним порівняно з посібником для початківців, і рекомендується для тих, хто має досвід у лінійній алгебрі або квантових обчисленнях. На відміну від посібника для початківців, повний посібник користувача містить приклади квантових алгоритмів з поясненнями, що порівнюють квантові алгоритми з їх класичними аналогами.
Як посібник для початківців, так і повний посібник користувача може оновити будь-хто через сховище Qiskit GitHub.

## Використання
Станом на квітень 2018 року IBM повідомляє про понад 80 000 користувачів IBM Quantum Experience, які спільно провели понад 3 мільйони експериментів.
Багато з цих користувачів є активними дослідниками, які спільно опублікували щонайменше 72 академічні роботи за допомогою платформи.
Викладачі університетів також інтегрують приклади та експерименти на основі досвіду IBM Quantum Experience у свої навчальні програми.
Доктор Крістін Корбетт Моран, докторант Каліфорнійського технологічного інституту, використовувала IBM Quantum Experience, коли вона проводила дослідження в Антарктиді.
Тара Тосіч, студентка фізики École Polytechnique Fédérale de Lausanne (EPFL), використовувала IBM Quantum Experience, коли проводила дослідження в Арктиці.
Люди також використовували IBM Quantum Experience для різних неакадемічних цілей. Один користувач розпочав розробку ігор за допомогою IBM Quantum Experience, включно з однією, названою «квантові бої».
Станом на 2021 рік IBM Quantum Experience доступний безкоштовно.

## IBM Q System One
IBM Q System One є першим у світі заснованим на квантових схемах комерційним комерційним квантовим комп'ютером у світі, представленим IBM у січні 2019 року. IBM Q System One — це 20 — кубітний комп'ютер. Використовуються трансмонні кубіти.
Ця інтегрована квантова обчислювальна система розміщена в герметичному скляному кубі 9x9x9 футів, в якому належним чином підтримуються параметри середовища. Вперше система була протестована влітку 2018 року протягом двох тижнів у Мілані, Італія .
IBM Q System One був розроблений IBM Research за сприяння Map Project Office та Universal Design Studio. CERN, ExxonMobil, Fermilab, Аргонська національна лабораторія та Національна лабораторія ім. Лоуренса в Берклі — серед клієнтів, зареєстрованих для доступу до комп'ютера у хмарі.
6 квітня 2019 р. Музей науки Бостона представив нову тимчасову виставку з копією IBM Q System One. Він був виставлений до 31 травня 2019 року.

## IBM Quantum System Two
На щорічній конференції IBM з квантових обчислень Quantum Summit 2023 корпорація представила найновіший 133-кубітний квантовий процесор Heron і перший модульний квантовий комп'ютер IBM Quantum System Two на його базі. IBM також анонсувала процесор Condor з 1121 кубітом, який має на 50 % більшу щільність кубітів. За словами головного квантового архітектора IBM Маттіаса Стефана (Mattias Stephan), зусилля зі створення цього пристрою відкрили шлях до масштабування квантових обчислень.
IBM Quantum System Two розташований на об'єкті в Йорктаун-Гайтс (Нью-Йорк). Ця система з урахуванням трьох квантових процесорів Heron стане основою архітектури квантових обчислень IBM наступного покоління. Вона поєднує масштабовану кріогенну інфраструктуру і класичні сервери з модульною електронікою управління кубітами. В результаті систему можна буде розширювати відповідно до майбутніх потреб, і «апгрейдити» з появою наступного покоління квантових процесорів.